# Wolframstahl
Als Wolframstahl bezeichnet man einen hochlegierten Stahl, der einen beträchtlichen Masseanteil an Wolfram enthält.
Reiner Wolframstahl – ohne weitere hinzulegierte Elemente – bildet nur ein Zwischenprodukt in der Stahlherstellung. In der Gruppe der Werkzeugstähle erfährt Wolframstahl praktische Anwendung erst durch Zulegieren weiterer Legierungselemente, wobei in dem auf diese Weise entstehenden Stahl Ausscheidungen in Form von Wolframkarbid in einem austenitischen Stahl mit eutektisch erstarrten ledeburitischen Gefügebereichen eingelagert vorliegen. Wolfram fungiert hierin neben anderen Legierungselementen des hochlegierten Stahls als sogenannter Sondercarbidbildner, wobei derartige Sondercarbide dem Stahl größere Härte verleihen. Ein in der Praxis eingesetzter Vertreter der so entstehenden Stähle ist der Schnellarbeitsstahl vom Typ HS18-1-2-10, der aus 69 Massenprozent Eisen, 18 Massenprozent Wolfram, 1 Massenprozent Molybdän, 2 Massenprozent Vanadium und 10 Massenprozent Cobalt besteht.